# Grabbers
Grabbers es una película de monstruos dirigida por Jon Wright y escrita por Kevin Lehane. Actúan Richard Coyle, Ruth Bradley, Bronagh Gallagher and Russell Tovey junto con otros actores irlandeses.

## Sinopsis
Un idílico pueblo remoto pesquero e irlandés es invadido por monstruos con tentáculos que chupan sangre provenientes del mar. Con isleños que aparecen decapitados y drenados de su sangre, los habitantes aprenden que las criaturas (llamadas Grabbers) son alérgicas al alcohol, y que este hace que sean tóxicas para comer. Bajo esta situación, los personajes llegan a la conclusión de que para seguir con vida, deberán ayudarse unos a otros y emborracharse tanto como sea posible.

## Reparto
- Richard Coyle como Garda Ciarán O'Shea
- Ruth Bradley como Garda Lisa Nolan
- Russell Tovey como Dr. Smith
- Lalor Roddy como Paddy Barrett
- David Pearse como Brian Maher
- Bronagh Gallagher como Una Maher
- Pascal Scott como Dr. Jim Gleeson
- Ned Dennehy como Declan Cooney
- Clelia Murphy como Irene Murphy
- Louis Dempsey como Tadhg Murphy
- Stuart Graham como Skipper

## Producción
La película comenzó a filmarse en el Condado de Donegan e Irlanda del Norte el 29 de noviembre de 2010, filmando durante situaciones climáticas extremas de invierno, que incluyen nevadas bruscas y tormentas de nieve. La producción se terminó el 2 de febrero de 2011.